# 新海里奈
新海里奈（1992年8月1日—）是日本的女子偶像團體SKE48Team S的前成員。愛知縣出身。

## 來歷
- 2008年7月31日、參加SKE48甄選合格（參加人數2,670名、最終合格者22名）。
- 2008年10月5日、『SKE48 teamS 1st Stage「PARTY开始了」』公演中選抜成員16名的其中一人開始公演。
- 2009年3月、選抜成員16名移籍到Team S，成為Team S的成員。
- 2010年3月30日的公演中最後脫離Team S，因要專心學業，與森紗雪共同降格到研究生，2010年5月8日畢業[1]。

## SKE48在籍時的参加曲

### 單曲CD選抜曲
- 堅強之勇者
- 蹦極宣言 - Team B.L.T.名義

### 劇場公演小組曲
teamS 1st Stage 「PARTY开始了」公演
1. スカート、ひらり

teamS 2nd Stage 「手牽手」公演
1. チョコの行方（1st UNIT）
2. Glory days（2nd UNIT）

teamS 3rd Stage 「制服之芽」公演（途中降板）
1. 女の子の第六感

## 出演

### 電視
- SAKAE TA☆RO（2009年1月14日・4月28日、中京電視台）
- AKBINGO!（2009年7月22日 - 8月12日・9月16日、日本電視台）
- 週刊AKB（2009年7月24日 - 8月7日・9月25日 - 10月2日、東京電視台）
- SKE48学園（2009年10月3日 - 、エンタ!371）
- 金とく（2010年4月2日、NHK名古屋）

### 演唱會
- 大概會出演唱會DVD、不過現場看機會有限！AKB48夏日祭！（2008年8月23日、日比谷野外大音樂堂）
- AKB48 難道說、這場演唱會的音源不會流出嗎？（2008年11月23日、NHK Hall）
- 「神公演予定」～因諸多因素、也有可能無法成為神公演、望體諒（2009年4月25日、NHK Hall）
- SKE48 劇場外コンサート「初めての課外授業」（2009年5月24日、ボトムライン）
- SKE48結成1周年記念公演「天下を取るぜ!!」（2009年7月30日、名古屋クラブダイアモンドホール）
- AKB48 分身の術ツアー teamK・teamB（2009年8月11日・なんばHatch、12日・Zepp Nagoya）
- AKB104選抜成員組閣祭（2009年8月22日・23日、日本武道館）
- 名古屋一揆 supported by LAWSON（2009年12月25日、Zepp Nagoya）

## 書籍

### 写真集
- B.L.T.U-17 Vol.11 Sizzleful Girl 2009 Summer（2009年8月5日發售、東京新聞通信社）

## 腳註
1. ↑  SKE48公式網頁「成員畢業報告」 （页面存档备份，存于）（2010年5月8日閲覧）